# FK Dainava Alytus
FK Dainava Alytus is een Litouwse voetbalclub uit Alytus.
De club ontstond in december 2010 na de fusie tussen FK Alytis (opgericht in 2003) en FK Vidzgiris Alytus (opgericht in 2000). Door de tweede plaats van Alytis in 2010 in de 1 Lyga begon de fusieclub in 2011 op het hoogste niveau. In 2014 degradeerde de club naar de 1 Lyga.
Eind 2014 werd de club, na financiële problemen en problemen rond matchfixing, opgeheven.